# Кубок європейських чемпіонів 1966—1967
Кубок європейських чемпіонів 1966—1967 — 12-й сезон Кубка європейських чемпіонів УЄФА, головного європейського клубного турніру. Вперше переможцем турніру стала команда не з континентальної Європи —  шотландський Селтік.

### Попередній раунд
| Команда 1         | Заг. | Команда 2         | 1-й матч | 2-й матч |
| ----------------- | ---- | ----------------- | -------- | -------- |
| Сліма Вондерерс   | 1:6  | ЦСКА-ЧЗ (Софія)   | 1:2      | 0:4      |
| Уотерфорд Юнайтед | 1:12 | Форвертс (Берлін) | 1:6      | 0:6      |

### Перший раунд
| Команда 1                  | Заг.    | Команда 2             | 1-й матч | 2-й матч |
| -------------------------- | ------- | --------------------- | -------- | -------- |
| Селтік (Глазго)            | 5:0     | Цюрих                 | 2:0      | 3:0      |
| КР (Рейк'явік)             | 4:8     | Нант                  | 2:3      | 2:5      |
| Мальме                     | 1:5     | Атлетіко (Мадрид)     | 0:2      | 1:3      |
| Адміра Енергі (Відень)     | 0:1     | Войводина (Новий Сад) | 0:0      | 0:1      |
| Ліверпуль                  | 3:3 2:0 | Петролул (Плоєшті)    | 2:0      | 1:3      |
| Аякс (Амстердам)           | 4:1     | Бешикташ (Стамбул)    | 2:0      | 2:1      |
| Гака (Валкеакоскі)         | 1:12    | Андерлехт (Брюссель)  | 1:10     | 0:2      |
| Есб'єрг                    | 0:6     | Дукла (Прага)         | 0:2      | 0:4      |
| Аріс Бонневуа (Люксембург) | 4:9     | Лінфілд (Белфаст)     | 3:3      | 1:6      |
| Гурник (Забже)             | 3:3 3:1 | Форвертс (Берлін)     | 2:1      | 1:2      |
| ЦСКА-ЧЗ (Софія)            | 3:2     | Олімпіакос (Пірей)    | 3:1      | 0:1      |
| Мюнхен 1860                | 10:1    | Омонія (Нікосія)      | 8:0      | 2:1      |
| Вашаш (Будапешт)           | 7:0     | Спортінг (Лісабон)    | 5:0      | 2:0      |
| Інтернаціонале (Мілан)     | 1:0     | Торпедо (Москва)      | 1:0      | 0:0      |
| Волеренга (Осло)           | відм.   | 17 Ненторі (Тирана)   |          |          |

### Другий раунд
| Команда 1             | Заг.    | Команда 2            | 1-й матч | 2-й матч |
| --------------------- | ------- | -------------------- | -------- | -------- |
| Нант                  | 2:6     | Селтік (Глазго)      | 1:3      | 1:3      |
| Войводина (Новий Сад) | 3:3 3:2 | Атлетіко (Мадрид)    | 3:1      | 0:2      |
| Аякс (Амстердам)      | 7:3     | Ліверпуль            | 5:1      | 2:2      |
| Дукла (Прага)         | 6:2     | Андерлехт (Брюссель) | 4:1      | 2:1      |
| ЦСКА-СЗ (Софія)       | 4:3     | Гурник (Забже)       | 4:0      | 0:3      |
| Волеренга (Осло)      | 2:5     | Лінфілд (Белфаст)    | 1:4      | 1:1      |
| Мюнхен 1860           | 2:3     | Реал Мадрид          | 1:0      | 1:3      |
| Інтер (Мілан)         | 4:1     | Вашаш (Будапешт)     | 2:0      | 2:1      |

### Чвертьфінали
| Команда 1              | Заг. | Команда 2       | 1-й матч | 2-й матч |
| ---------------------- | ---- | --------------- | -------- | -------- |
| Войводина (Новий Сад)  | 1:2  | Селтік (Глазго) | 1:0      | 0:2      |
| Аякс (Амстердам)       | 2:3  | Дукла (Прага)   | 1:1      | 1:2      |
| Лінфілд (Белфаст)      | 2:3  | ЦСКА-ЧЗ (Софія) | 2:2      | 0:1      |
| Інтернаціонале (Мілан) | 3:0  | Реал Мадрид     | 1:0      | 2:0      |

### Півфінали
| Команда 1              | Заг.    | Команда 2       | 1-й матч | 2-й матч |
| ---------------------- | ------- | --------------- | -------- | -------- |
| Селтік (Глазго)        | 3:1     | Дукла (Прага)   | 3:1      | 0:0      |
| Інтернаціонале (Мілан) | 2:2 1:0 | ЦСКА-ЧЗ (Софія) | 1:1      | 1:1      |

### Фінал
| 25 травня 1967 |

| Селтік                  | 2:1 | Інтернаціонале    |
| ----------------------- | --- | ----------------- |
| Геммелл 63' Чалмерс 85' |     | Маццола 8' (пен.) |

| Національний стадіон, Лісабон Глядачів: 45 000 Арбітр: Курт Ченшер |